# 1880 na música

## Nascimentos

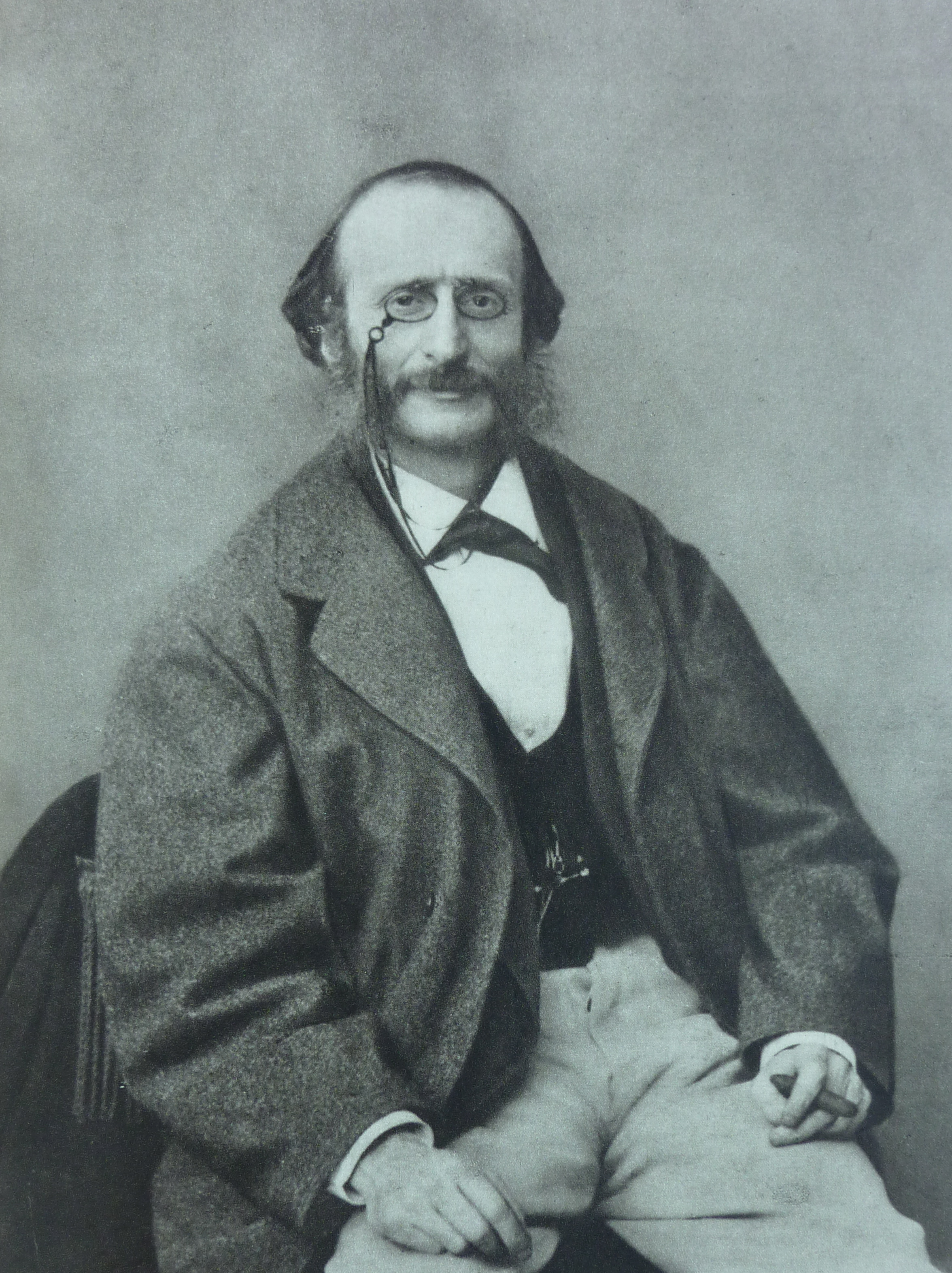
Jacques Offenbach.

| Data         | Nome            | Profissão             | Nacionalidade  | Observações | Ref |
| ------------ | --------------- | --------------------- | -------------- | ----------- | --- |
| 5 de Janeiro | Nicolai Medtner | compositor e pianista | Rússia         | m. 1951     |     |
| 24 de Julho  | Ernest Bloch    | compositor            | Estados Unidos | m. 1956     |     |

## Mortes
| Data         | Nome              | Profissão                  | Nacionalidade | Observações | Ref |
| ------------ | ----------------- | -------------------------- | ------------- | ----------- | --- |
| 5 de Outubro | Jacques Offenbach | violoncelista e compositor | Alemanha      | n. 1819     |     |